# (1600) Vyssotsky
(1600) Vyssotsky ist ein Asteroid des Hauptgürtels, der am 22. Oktober 1947 vom US-amerikanischen Astronomen Carl Alvar Wirtanen am Lick-Observatorium entdeckt wurde.
Der Asteroid ist nach der US-amerikanischen Astronomin Emma Vyssotsky bzw. deren Ehemann Alexander N. Vyssotsky benannt.